# Omastiná
Omastiná é um município da Eslováquia, situado no distrito de Bánovce nad Bebravou, na região de Trenčín. Tem 12,45 km² de área e sua população em 2018 foi estimada em 36 habitantes.

## Demografia
| Ano:        | 1994 | 2004    | 2014   | 2024   |
| ----------- | ---- | ------- | ------ | ------ |
| Broj ljudi: | 80   | 43      | 39     | 42     |
| Razlika:    |      | -46,25% | -9,30% | +7,69% |

| Ano:               | 2023 | 2024   |
| ------------------ | ---- | ------ |
| Número de pessoas: | 41   | 42     |
| Diferença:         |      | +2,43% |